# Sargodha
Sargodha (pendżabski/urdu: سرگودھا) – miasto w Pakistanie, w prowincji Pendżab. Według danych na rok 1998 liczyło 458 440 mieszkańców.
W mieście rozwinął się przemysł włókienniczy, odzieżowy, spożywczy oraz chemiczny.